# Eldridge Haynes
Eldridge Haynes (1904-1976) é o fundador da Business International Corporation, com sede em Nova Iorque.
Pregava o livre comércio e uma rede internacional de empresas. Trabalhando inicialmente no jornalismo, chegou até a McGraw-Hill, e depois criou a Modern Industry.
Vislumbrava no mundo uma busca por novos mercados e cada vez mais o interesse das empresas norte-americanas em desbravá-los. Foi com esta premissa que fundou a Business International Corporation em 1953, que veio a se tornar uma enorme fonte de informações, pesquisas e consultoria de negócios internacionais.
A empresa em seguida foi adquirida pelo grupo  The Economist.  